# Igreja de São João Batista (La Porta)
Igreja de São João Baptista de La Porta é uma igreja católica romana em La Porta, Haute-Corse, Córsega. O edifício do século 18 foi classificado como Monumento Histórico em 1975.